# Gustav Fleischhauer (Ingenieur)

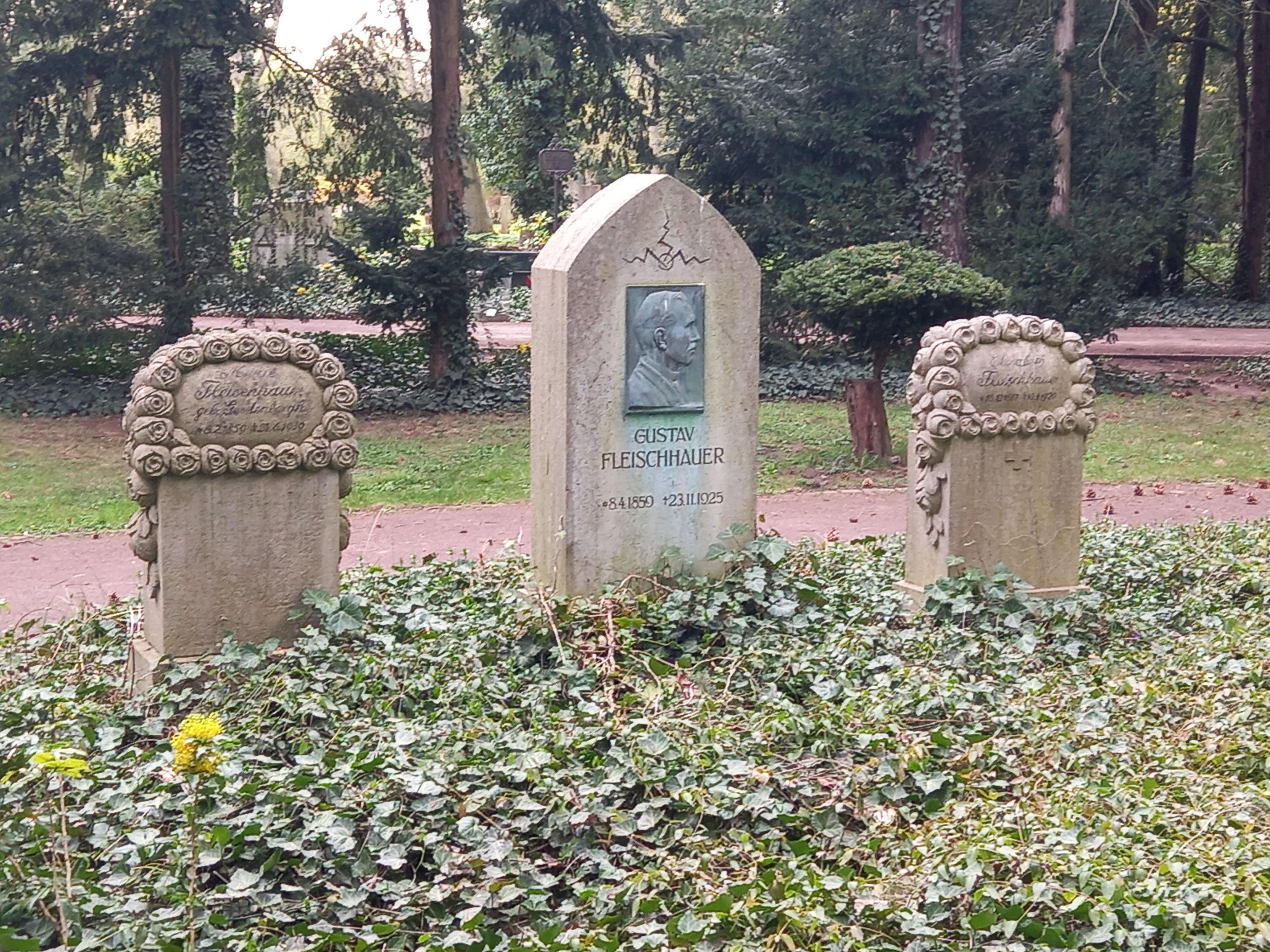
Das Grab von Gustav Fleischhauer im Familiengrab auf dem Westfriedhof (Magdeburg)

Gustav Fleischhauer (* 8. April 1859 in Weißenfels; † 23. November 1925 in Magdeburg) war ein deutscher Ingenieur und Industrieller.

## Ausbildung
Gustav Fleischhauer, Sohn des Fabrikbesitzers und Stadtrats August Fleischhauer, besuchte die Realschule 1. Ordnung in Leipzig. Nach Ableistung seiner Militärpflicht absolvierte er eine Ausbildung in einer Werkzeugmaschinenfabrik in Chemnitz. 1880 ging Fleischhauer nach Karlsruhe und studierte am dortigen Polytechnikum und in Hannover Maschinenbau. In Karlsruhe wurde er Mitglied 1880 der Burschenschaft Germania (heute Teutonia). 

## Beruflicher Werdegang
Nach dem Studium arbeitete Fleischhauer kurze Zeit als Ingenieur an der Georgsmarienhütte in Osnabrück. Im Herbst 1885 zog er nach Magdeburg, um dort ein „Bureau für elektrische Licht- und Kraftanlagen“ zu gründen. Bereits ein halbes Jahr nach der Gründung wurde die Firma für den Vertrieb elektrischer Beleuchtungsapparate und später für alle anderen Produkte der Siemens & Halske beauftragt. 1900 endete diese Vertretung und die Firma arbeitete ohne engeren Kontakt zu anderen Herstellern weiter.

## Ehrenamtliche Tätigkeiten
Fleischhauer war an der Gründung der Elektrotechnischen Gesellschaft in Magdeburg beteiligt. Er war viele Jahre in dessen Vorstand, unter anderem als erster Vorsitzender. Ebenfalls wirkte er an der Gründung des Verbandes Deutscher Elektroinstallationsfirmen mit. Des Weiteren war er im Ausschuss und im Vorstand des VDE engagiert.